# Kynsisaari (ö i Norra Österbotten)
Kynsisaari är en ö i Finland. Den ligger i Kiminge älv och i kommunen Uleåborg i den ekonomiska regionen  Uleåborgs ekonomiska region  och landskapet Norra Österbotten, i den centrala delen av landet, 500 km norr om huvudstaden Helsingfors. Öns area är 3,4 hektar och dess största längd är 350 meter i sydöst-nordvästlig riktning.